# Bern-Lötschberg-Simplon-Bahn

Logo der BLS

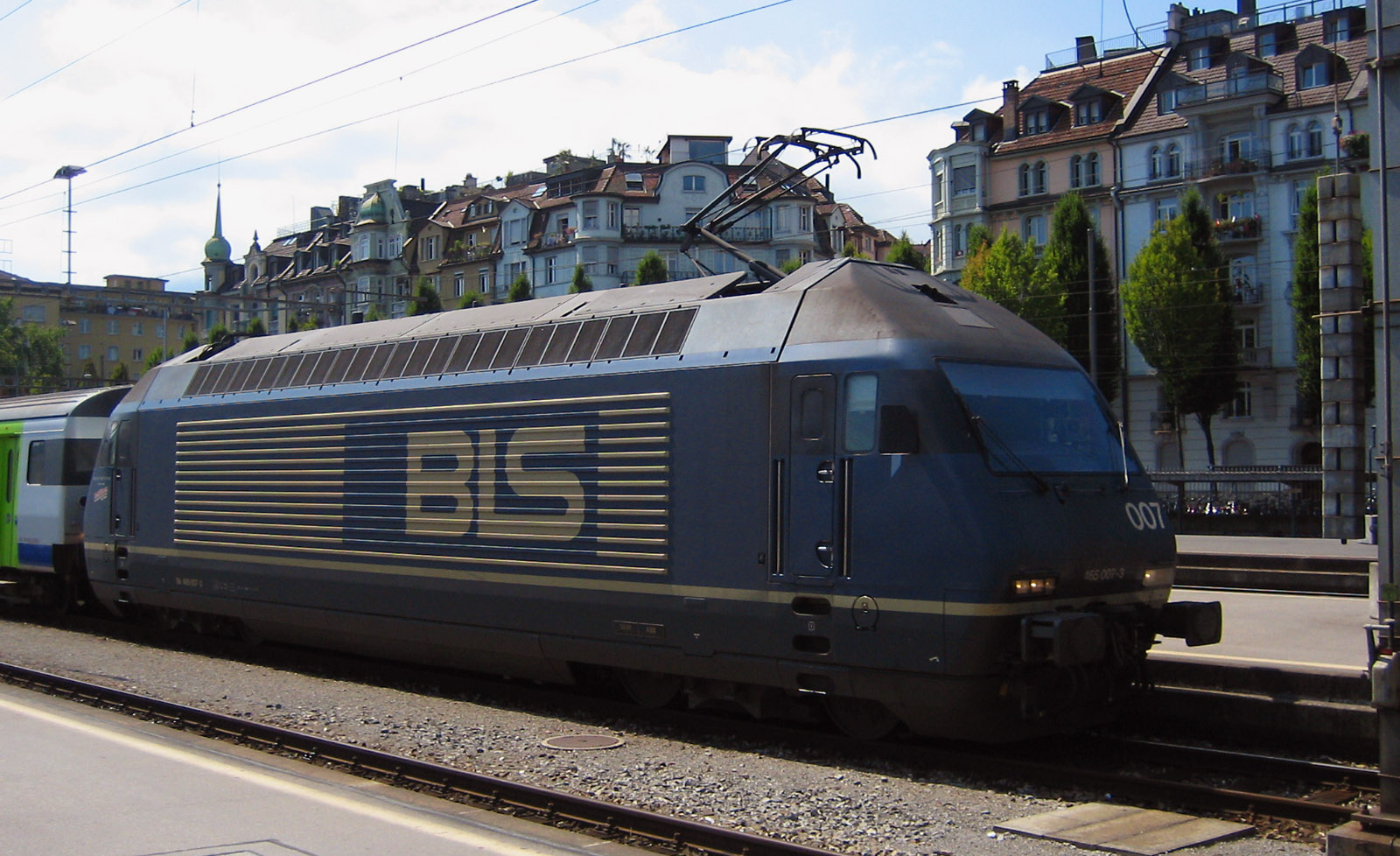
Die Re 465 war die letzte von der BLS beschaffte Lokomotive. Re 465 007 in Luzern.

Die Berner Alpenbahn-Gesellschaft Bern–Lötschberg–Simplon oder kurz Bern-Lötschberg-Simplon-Bahn (BLS) war eine Eisenbahngesellschaft in der Schweiz, die die Lötschberglinie in den Kantonen Bern und Wallis betrieb. Die 1906 gegründete BLS kaufte 1907 die Spiez-Frutigen-Bahn (SFB). 1913 kam durch Fusion die Thunerseebahn (TSB) hinzu, welche sich ihrerseits ein Jahr zuvor mit der Vereinigten Dampfschifffahrts-Gesellschaft für den Thuner- und Brienzersee (VDG) vereinigt hatte. Im Juni 1997 fusionierte die BLS rückwirkend auf den 1. Januar 1997 mit den mitbetriebenen Bahnen Spiez-Erlenbach-Zweisimmen-Bahn (SEZ), der Gürbetal-Bern-Schwarzenburg-Bahn (GBS), und der Bern-Neuenburg-Bahn (BN) zur BLS Lötschbergbahn (BLS).

## Geschichte

### Vorgeschichte

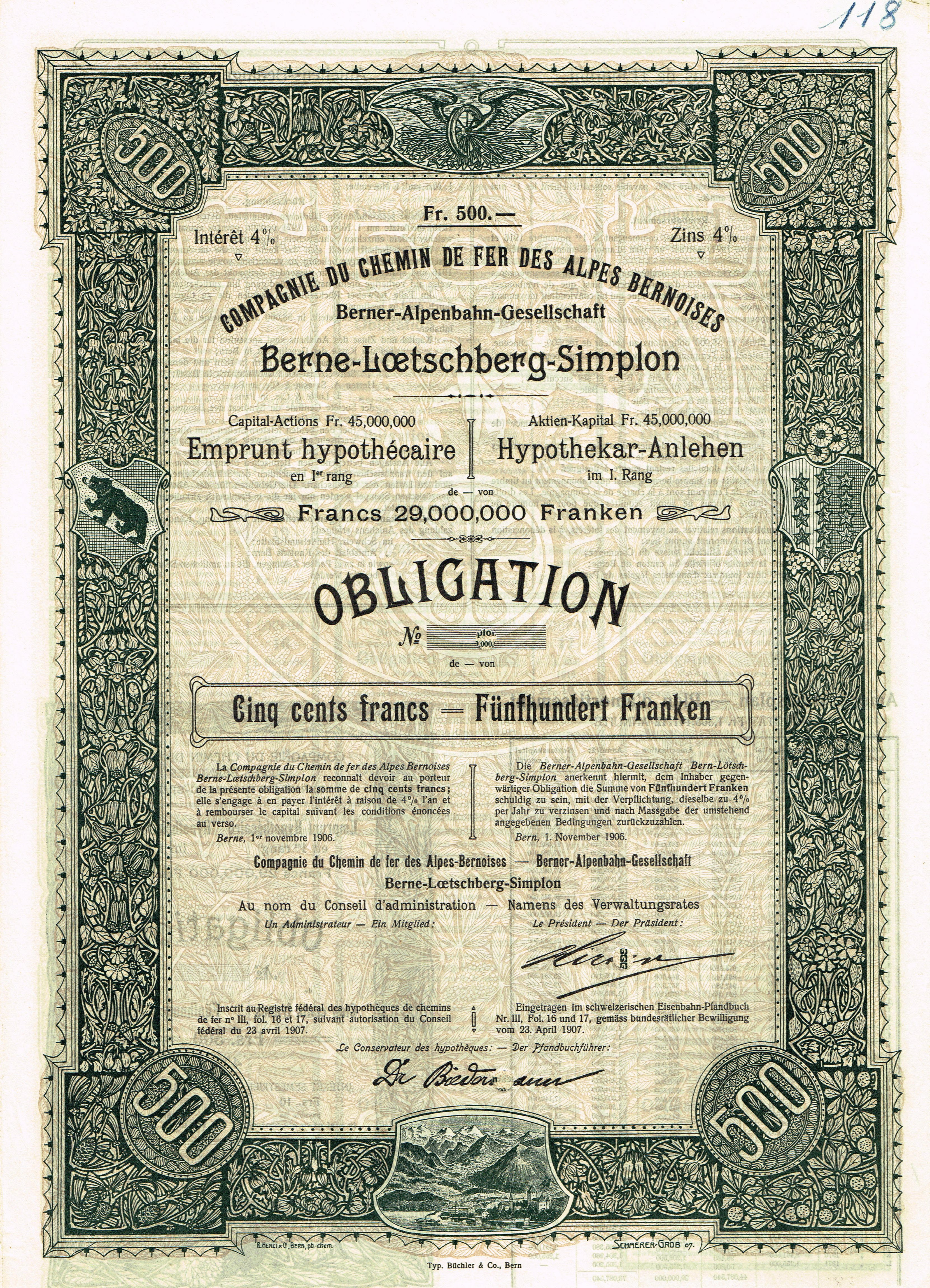
Obligation über 500 Franken der Berner-Alpenbahn-Gesellschaft Berne-Loetschberg-Simplon vom 1. November 1906

Nach der Inbetriebnahme der Gotthardbahn im Jahr 1882 versuchte der Kanton Bern, eine eigene Nord-Süd-Achse zu erstellen. Die dazu notwendigen Finanzmittel kamen nicht von der Eidgenossenschaft, sondern unverhofft aus Frankreich. Wegen des Verlusts des Elsass und Lothringens 1871 an Deutschland waren Wirtschaftskreise aus Paris an einer internationalen Transitbahn über Delle nach Italien interessiert. Dem Bau gingen jahrelange Streitigkeiten um die Linienführung voraus. Schliesslich setzte sich die vom Berner alt Regierungsrat Wilhelm Teuscher projektierte Lötschberglinie durch.

### Gründung und Bau
Wenige Monate vor Inangriffnahme der Bauarbeiten wurde am 27. Juli 1906  die Berner Alpenbahn-Gesellschaft Bern–Lötschberg–Simplon (BLS) für den Bau der Lötschberglinie gegründet. Etwas irreführend ist der Name BLS insofern, als das eigene Netz nur von Thun nach Brig reichte. Seit dem 24. Juli 1901 fuhr bereits von Spiez nach Frutigen die Spiez-Frutigen-Bahn; diese Bahn wurde am 1. Januar 1907 für SFr. 3'558'680.67 von der BLS übernommen. Die ersten Sprengschüsse am 15. Oktober 1906 kündigten den Baubeginn des Lötschbergtunnels an. Im gleichen Jahr wurde der Simplontunnel der SBB fertiggestellt. 1911 wurde der Lötschbergtunnel (Länge 14'612 m) zwischen Kandersteg und Goppenstein durchstossen. Als auch die Zufahrtsrampen auf beiden Seiten fertig gebaut waren, konnte am 15. Juli 1913 der durchgehende Betrieb von Spiez nach Brig aufgenommen werden.

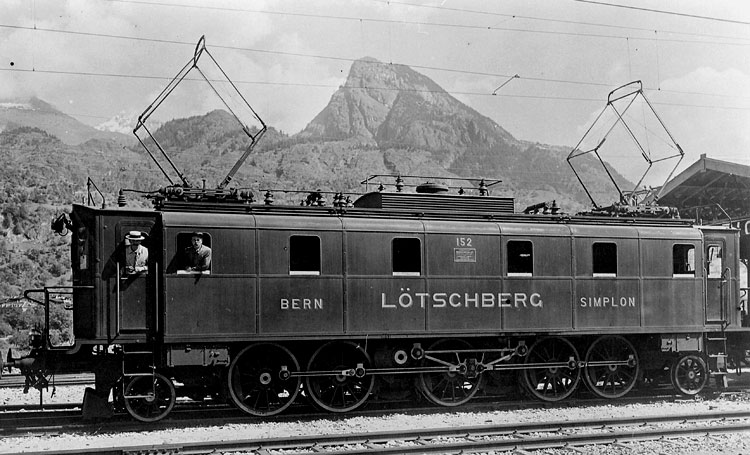
Pionierleistung: Die Be 5/7 waren bei ihrer Ablieferung die stärksten Elektrolokomotiven der Welt.

Die bereits seit der Eröffnung mit 15'000 V und 16 ⅔ Hz elektrifizierte und aus 33 Tunneln, 3 Lawinenschutzgalerien sowie 22 Brücken bestehende Lötschbergachse wurde zu einer wichtigen Eisenbahnstrecke im internationalen Verkehr, vor allem zwischen dem Elsass und Italien (Domodossola). Die als Versuchsstrecke und Vorläufer für den elektrischen Betrieb seit 1. November 1910 elektrisch betriebene Strecke Spiez–Frutigen war anfänglich für 15 Hz erbaut worden. Die Anlage wurde auf 16 ⅔ Hz angepasst, nachdem Anfang 1913 die Verwaltungen von Preussen, Bayern und Baden sich auf 16 ⅔ Hz als Bahnfrequenz festgelegt hatten. Diese Änderung konnte ohne grosse bauliche Veränderung vollzogen werden; einzig die Drehzahlregler der Generatoren mussten angepasst werden.

### Erste Betriebsjahre

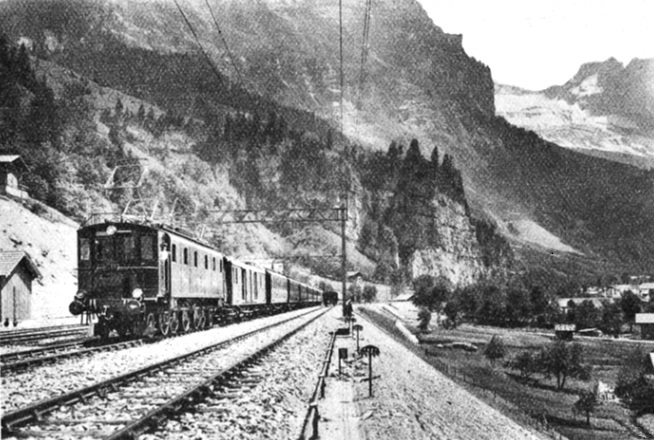
Zug in der Anfangszeit der Lötschbergbahn in der Station Blausee-Mitholz.

Per 1. Januar 1913 fusionierte die Berner Alpenbahn-Gesellschaft mit der Thunerseebahn (TSB). Neben der Lötschbergstrecke (Spiez–Brig) umfasste sie fortan auch die Strecke Scherzligen (Thun)–Spiez–Interlaken–Bönigen sowie die Schifffahrt auf dem Thuner- und Brienzersee. Mit der Übernahme der Thunerseebahn wurde die BLS 1913 zur betriebsführenden Gesellschaft der sogenannten BLS-Gruppe mit den folgenden Bahngesellschaften: 
- Spiez-Erlenbach-Bahn und Erlenbach-Zweisimmen-Bahn, 1942 fusioniert zur 35 km langen Spiez-Erlenbach-Zweisimmen-Bahn (SEZ)
- Gürbetalbahn und Bern-Schwarzenburg-Bahn, 1944 fusioniert zur 52 km langen Gürbetal-Bern-Schwarzenburg-Bahn (GBS)
- Bern-Neuenburg-Bahn (BN), 43 km lang

1915 kam noch die Grenchenberg-Linie der Münster-Lengnau-Bahn (MLB) dazu, die aber rechtlich von Anfang an Bestandteil der BLS war. Die Linienführung über Delle durch den 8,5 Kilometer langen Grenchenbergtunnel nach Grenchen und Biel sollte Frankreich dem Lötschberg und damit Italien näher bringen. Die Strecke Moutier–Lengnau wurde durch die SBB betrieben, der Stations- und Baudienst lag in der Händen der BLS.
Die internationalen Transitzüge durchquerten nur für kurze Zeit den Lötschberg. Seit dem Ausbruch des Ersten Weltkriegs reichten die Erträge nicht aus, die Zinsen zu tragen.

### Entwicklung nach dem Ersten Weltkrieg

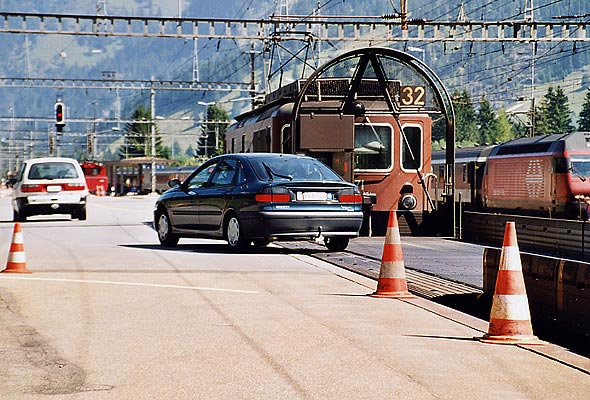
Autoverlad in Kandersteg

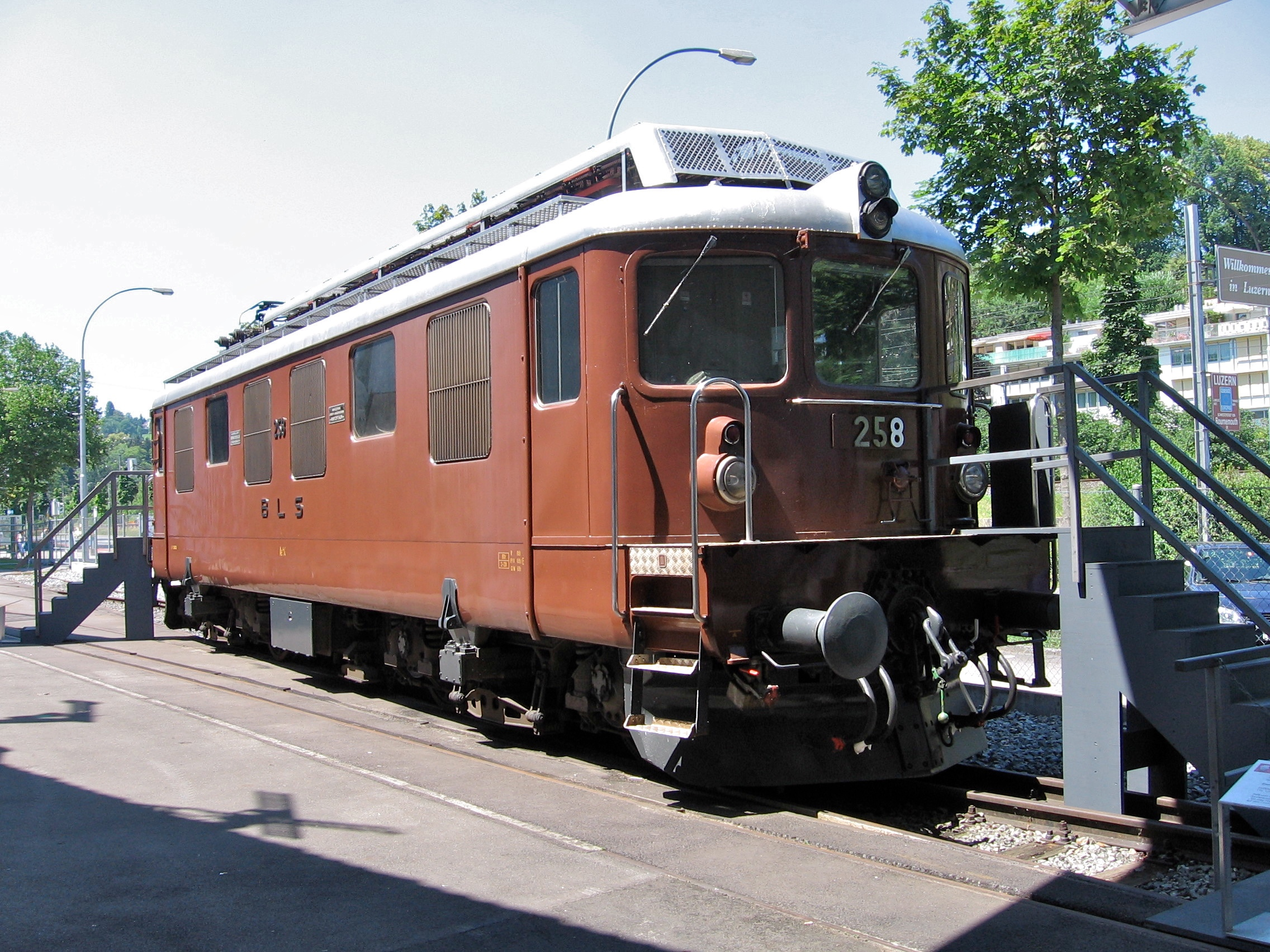
Die Ae 4/4 war weltweit die erste Hochleistungslokomotive ohne Laufachsen für den Einsatz im Schnellzugsverkehr. Sie diente als Vorbild der vierachsigen Drehgestelllokomotive, die sich nach dem Zweiten Weltkrieg in ganz Europa durchsetzte.

Nachdem das Elsass und Lothringen 1918 an Frankreich übergegangen waren, verlagerte sich der ursprünglich anvisierte Transitverkehr aus Frankreich via Grenchenbergtunnel auf den Grenzübergang Basel. Doch dank dem wachsenden Güterverkehr zwischen Deutschland und Italien und dem Reiseverkehr ins Wallis mangelte es der BLS nicht an Verkehrsaufkommen. Trotzdem blieben die Einnahmen hinter den Erwartungen zurück, und 1923 musste die Bilanz der BLS saniert werden.
Seit den 1950er-Jahren betreibt die BLS einen Autoverlad durch den Lötschbergtunnel. Somit konnte der grosse Umweg mit dem Auto über die Genferseeregion vermieden werden. 1969 wurde der Bahnbetrieb zwischen Interlaken Ost und Bönigen durch einen Busbetrieb abgelöst.
Seit 1992 ist die Lötschbergbahn durchgehend doppelspurig. Die Arbeiten dazu wurden 1977 aufgenommen. Auf Verlangen des Bundes, der 1906 um eine Mitfinanzierung angegangen worden war, wurde der Lötschbergtunnel doppelspurig gebaut und die Zufahrten beim Bau für die Doppelspur vorbereitet.

## Eisenbahnstrecken
| Strecke                   | Länge km | Eröffnung | elektrisch seit | Bemerkung                                                                              |
| ------------------------- | -------- | --------- | --------------- | -------------------------------------------------------------------------------------- |
| Spiez–Brig                | 73,3     | 1901–1913 | 1910–1913       | Lötschberg-Bergstrecke                                                                 |
| Thun–Spiez–Interlaken Ost | 83,0     | 1872–1893 | 1915–1920       | Thunerseebahn                                                                          |
| Interlaken Ost–Bönigen    | 2,2      | 1874      | 1920            | 1969 Betrieb eingestellt, teilweise erhalten als Anschlussgleis zur Werkstätte Bönigen |
| Moutier–Lengnau           | 13,0     | 1915      | 1928            | Grenchenbergtunnel                                                                     |

## Rollmaterial (Auswahl)

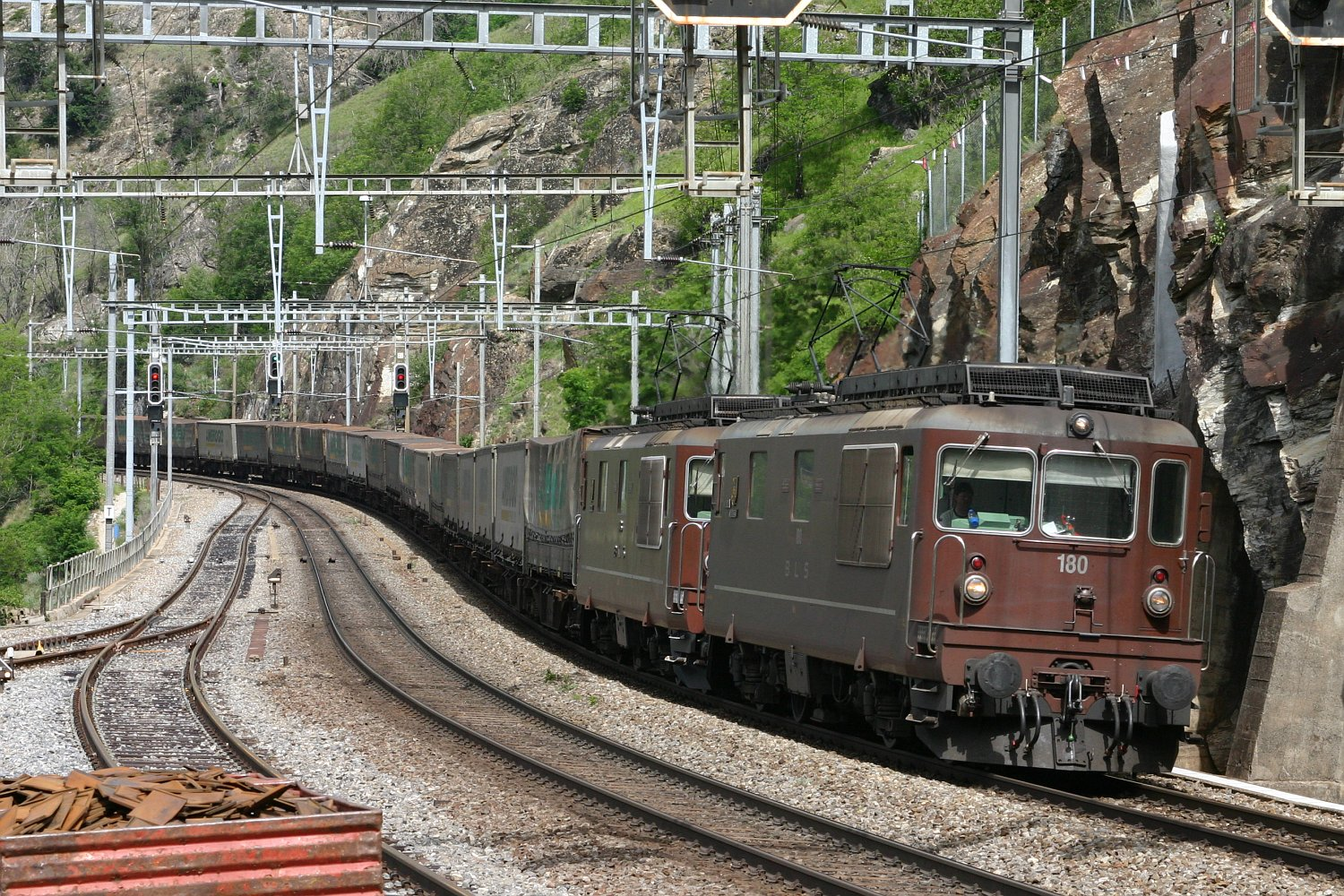
Zwei Re 4/4 vor einem Güterzug in Lalden. 1968 liess die BLS die Re 4/4 161 zur ersten Thyristorlokomotive der Schweiz umbauen.

### Lokomotiven
- BLS Fb 2×2/3 101 (Versuchsfahrzeug nicht übernommen)
- BLS F 2×3/3 121 (1910), später Ce 6/6 121
- Fb 5/7 151–163 (1913), später z. T. Ae 5/7 161–164 / 171
- Be 6/8 201–204 (1926/31), später Ae 6/8 (Breda-Lokomotiven)
- Ae 6/8 205–208 (1939–1943)
- Ae 4/4 251–258 (1944–1955), neu Ae 415; vier Stück 1966 zu Ae 8/8 274–275 umgebaut
- Ae 8/8 271–273 (1959–1963)
- Re 4/4 161–195 (1964–1983), neu Re 425
- Re 420 501–512, ex SBB Re 4/4II
- Re 465 001–018 (1994–1997), Lok 2000

### Triebwagen/Triebzüge
- BLS Ce 2/4 781–783 (1910) 781–783
- Blaue Pfeile:

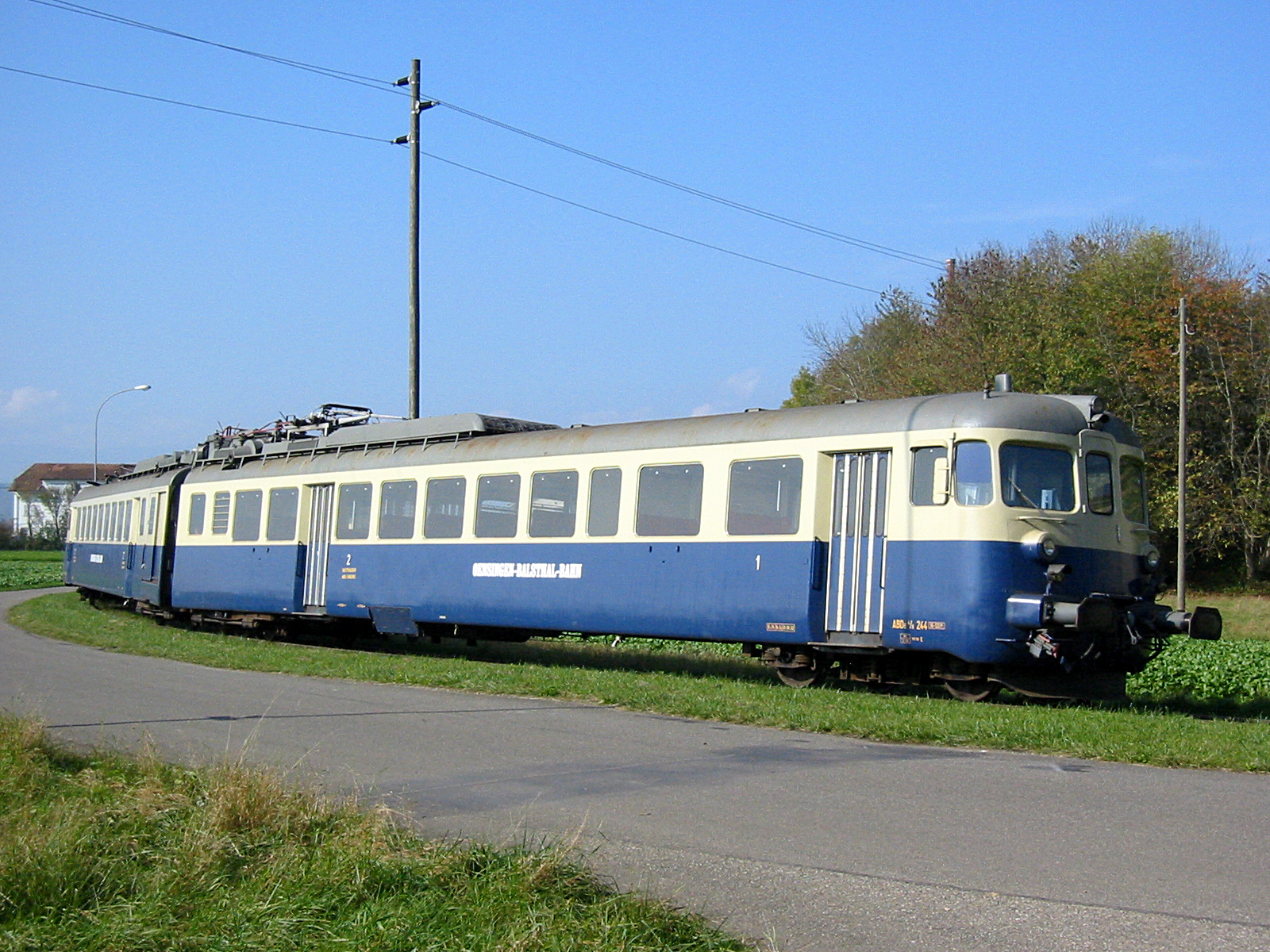
Blauer Pfeil ABDe 4/8 der BLS, heute im Bahnmuseum Kerzers. Zusätzlich zum Planverkehr wurden die Blauen Pfeile auch für Ausflugsfahrten in der ganzen Schweiz und vereinzelt ins Ausland eingesetzt.

  - BLS Ce 2/4 691–692, 701, 706 und 726 aus den Jahren 1935–1939
  - BLS Ce 2/4 727 und 787 aus dem Jahr 1935
  - ABDZe 4/6 731, 736 und 737 von 1938, Nummer 736 ist nach Restauration seit 2014 wieder betriebsfähig.[5][6]
  - BDZe 2/6 711 von 1938
  - ABDe 4/8  741–755 (1945–1964), 742 an OeBB verkauft und jetzt im Bahnmuseum Kerzers/Kallnach, 743 an RVT verkauft
- Be 4/4 761–763 (1953), 761 als historisches Triebfahrzeug erhalten, Rest abgebrochen
- RBDe 4/4 721–742 (1982–1992), Privatbahn-NPZ
- Fahrleitungstriebwagen Xm 2/2 BLS 9321–22 (1933), BN 9712 (1943) und 9711 (1929) 1943, ab 1948 als Tm 2/2 51–54 bezeichnet